# Saint-Léger-des-Bois
Saint-Léger-des-Bois – miejscowość i dawna gmina we Francji, w regionie Kraj Loary, w departamencie Maine i Loara. W 2013 roku populacja ówczesnej gminy wynosiła 1656 mieszkańców. 
W dniu 1 stycznia 2019 roku z połączenia dwóch ówczesnych gmin – Saint-Jean-de-Linières oraz Saint-Léger-des-Bois – powstała nowa gmina Saint-Léger-de-Linières. Siedzibą gminy została miejscowość Saint-Léger-des-Bois. 